# Dupuy de Lôme (1895)
El Dupuy de Lôme fue el primer crucero acorazado de la Marina francesa. Botado en Brest en octubre de 1890, y completado en 1895, es considerado por algunos como el primer crucero acorazado del Mundo. Fue bautizado con el nombre del arquitecto naval Charles Henri Dupuy de Lôme.

## Diseño
El diseño del casco permitía el aumento de los ángulos de tiro de las baterías de artillería, así como el incremento de la efectividad del blindaje frente al fuego directo enemigo. Asimismo, su forma hidrodinámica le permitía una velocidad superior a la de los buques del mismo tipo de la época. Su capacidad de alcanzar una velocidad punta de 23 millas por hora, le permitían seguir la doctrina de la Jeune École, en su diseño para ser utilizado en largas incursiones contra buques comerciales enemigos.

## Historia operacional
El 20 de marzo de 1911, tras varios años de servicio en la Marine Nationale francesa, el Dupuy de Lome fue dado de baja de la lista de buques de la Armada. En junio de ese mismo año, la Armada del Perú, interesada en adquirir un buque de sus características, inició conversaciones con autoridades francesas, fruto de lo cual, el 29 de junio se confirmó la aceptación de la compra del "Dupuy de Lome" por parte del Perú. Tras de hacerse efectiva su adquisición, el buque fue sometido a reparaciones y un reacondicionamiento general en el puerto de Lorient, y tras de haberse efectuado las pruebas respectivas, fue incorporado oficialmente a la Armada del Perú el 22 de octubre de 1912 con el nombre de Comandante Aguirre. Sin embargo, y pese a que el buque se hallaba listo para zarpar, en el Perú, motivaciones de índole político postergaron la cancelación de los trabajos efectuados y posteriormente el Gobierno peruano decidió anular la compra. Finalmente, la misión naval peruana entregó el buque en octubre de 1914 al Gobernador Marítimo del puerto de Lorient y su dotación retornó al Callao.
A pesar de que la marina francesa se hallaba necesitada de cruceros para sus operaciones marítima en la guerra, la reactivación del Dupuy de Lome fue descartada debido, entre otras razones, a que la munición utilizada por sus cañones, ya no se fabricaba, y además, el puerto de Lorient se hallaba totalmente dedicado a la construcción urgente de otras naves para la flota, no estimándose conveniente la reactivación del buque.
El buque permaneció acantonado y sin uso alguno hasta el 17 de enero de 1917, fecha en la que fue visitado por un posible comprador. Sin embargo, tras varios intentos, a comienzos de 1919 fue vendido a la empresa naviera belga Lloyd Royal Belge de Anvers, la que lo convirtió en buque carguero, siendo rebautizado con el nombre de Péruvier. La transformación del buque a su nuevo uso, consistió en la retirada del blindaje y gran parte de la superestructura, dotándosele de una roda y castillo postizos, así como la implementación de tres bodegas para carga, una de las cuales ocupaba el espacio original de las salas de máquinas laterales. Bajo esta nueva configuración, el buque quedó propulsado por una sola máquina de triple expansión instalada en crujía y su desplazamiento quedaba reducido a 5.400 toneladas. Concluida la transformación, el buque fue entregado a sus nuevos propietarios en diciembre de 1919.
Con sus nuevas características, el buque inició sus operaciones; sin embargo su nueva vida como buque mercante fue breve, ya que no lo llegaría a completar su primer y único viaje comercial, iniciado el 27 de enero de 1920 que debió efectuar entre Cardiff y Río de Janeiro transportando carbón, por una serie de averías en su máquina que lo obligaron a ser tomado a remolque hasta Pernambuco. Su situación se vio agravada en este último puerto tras producirse un incendio en sus bodegas, que tardó tres semanas en ser dominado. Tras de este desastre, el Péruvier fue remolcado hasta Amberes, Bélgica en noviembre del mismo año.
Finalmente, debido al estado irrecuperable del buque, fue vendido como chatarra a Países Bajos, emprendiendo su última travesía el 4 de marzo de 1923 hacia el puerto de Flessinge, en donde fue desguazado.

## Galería

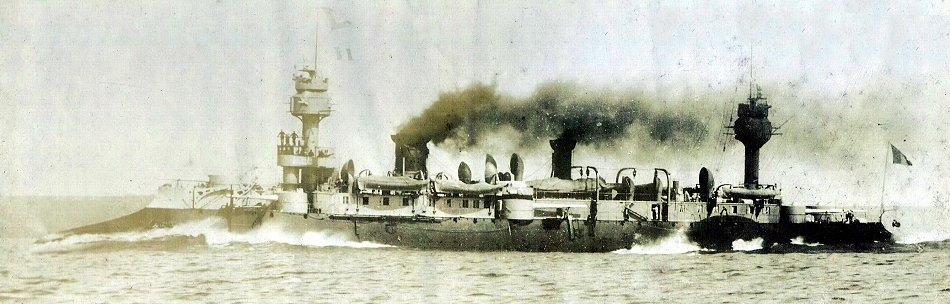
El Dupuy de Lôme en navegación.
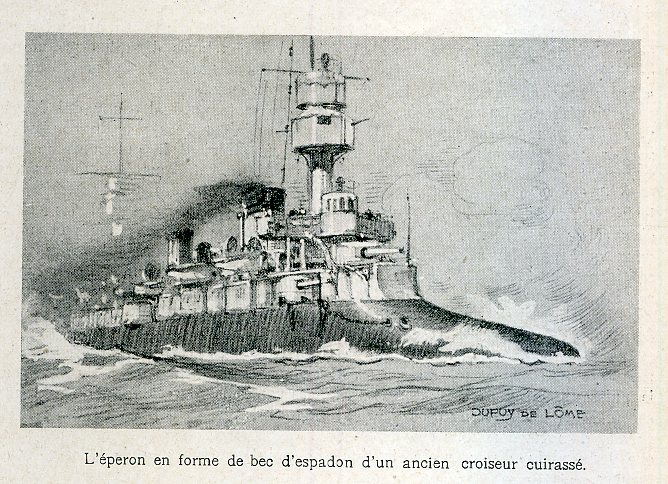
El crucero acorazado en una ilustración de la época.